# Römersreuth
Römersreuth ist ein Gemeindeteil der Stadt Stadtsteinach im Landkreis Kulmbach (Oberfranken, Bayern). Römersreuth liegt in der Gemarkung Schwand.

## Geografie
Das Dorf bestehend aus drei Siedlungen liegt inmitten einer Rodungsinsel auf einem Höhenzug, der im Südosten ins Tal der Unteren Steinach und im Nordwesten ins Tal des Schindelbachs abfällt. Der Altort liegt 0,2 km östlich einer Gemeindeverbindungsstraße, an der ein neueres Anwesen des Ortes steht. Die Straße führt nach Große Birken zur Staatsstraße 2195 (0,8 km nördlich) bzw. nach Hochofen (3,3 km südwestlich). Von dieser zweigt bei dem Anwesen eine Gemeindeverbindungsstraße zur St 2195 ab, wo sich zwei weitere Anwesen des Ortes am linken Ufer des Schindelbachs befinden. Am westlichen und am östlichen Ortsrand der Hauptsiedlung steht jeweils ein Kruzifix, letzteres wurde 1906 von Auswanderern gestiftet.

## Geschichte
Der Ort wurde 1145 als „Bennenreuth“ erstmals urkundlich erwähnt.
Gegen Ende des 18. Jahrhunderts bestand Römersreuth aus sieben Anwesen. Das Hochgericht übte das bambergische Centamt Stadtsteinach aus. Die Dorf- und Gemeindeherrschaft hatte das Amt Stadtsteinach. Grundherren waren das Kastenamt Stadtsteinach (1 Hof, 2 Drittelhöfe) und die Frühmesse Stadtsteinach (1 Viertelhof, 2 Dreiachtelhöfe, 1 Tropfhäuslein).
Mit dem Gemeindeedikt wurde 1808 der Steuerdistrikt Römersreuth gebildet, zu dem Frankenreuth gehörte. Beide Orte wurden der im gleichen Jahr gebildeten Ruralgemeinde Schwand zugewiesen. Am 1. Januar 1974 wurde Römersreuth im Rahmen der Gebietsreform in die Gemeinde Stadtsteinach eingegliedert.

### Einwohnerentwicklung
| Jahr      | 001818 | 001819 | 001861 | 001871 | 001885 | 001900 | 001925 | 001950 | 001961 | 001970 | 001987 |
| Einwohner |        | 42     | 104    | 75     | 109    | 84     | 77     | 84     | 58     | 59     | 39     |
| Häuser    | 7      |        |        |        | 17     | 13     | 15     | 14     | 13     |        | 15     |
| Quelle    | [ 7 ]  | [ 10 ] | [ 11 ] | [ 12 ] | [ 13 ] | [ 14 ] | [ 15 ] | [ 16 ] | [ 17 ] | [ 18 ] | [ 1 ]  |

## Religion
Römersreuth ist katholisch geprägt und nach St. Michael (Stadtsteinach) gepfarrt.